# متحف الدولة الفني

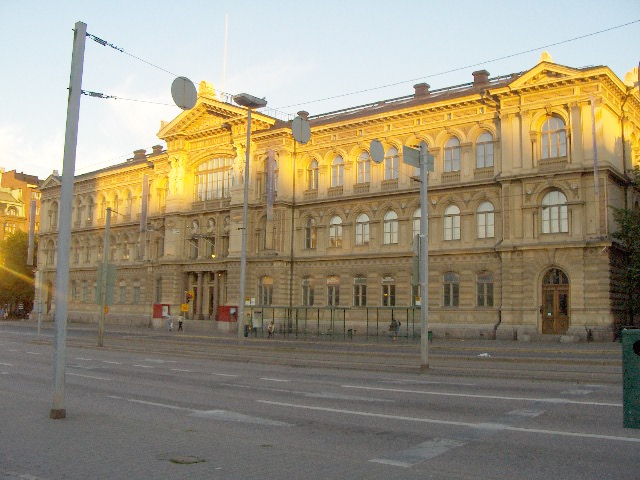
أتينيوم، جزء من متحف الدولة الفني

متحف الدولة الفني (بالفنلندية: Valtion taidemuseo، بالسويدية: Statens konstmuseum) أكبر متحف للفنون في فنلندا. وهو يتألف من متحف الأتينيوم الفني، ومتحف الفن المعاصر، ومتحف كياسما، ومتحف سينيبريشوف الفني وأرشيف الفن المركزي.
يتم دعم مهام المنظمة من قبل وزارة حفظ، وإدارة الخدمات والإدارة وKehys، وتطوير متحف الفن قسم